# Ullensvang
Ullensvang ist eine Kommune im norwegischen Fylke Vestland. Der jetzige Zuschnitt der Gemeinde entstand zum 1. Januar 2020 durch den Zusammenschluss der alten Herredskommune Ullensvang mit Odda und Jondal. Ullensvang grenzt im Westen an die Kommunen Etne, Kvinnherad und, jenseits des Hardangerfjordes, Kvam, im Norden an Voss und Ulvik, im Nordosten an Eidfjord, im Südosten an Vinje (Fylke Telemark) und im Süden an Suldal und Sauda (beide Fylke Rogaland). Das administrative Zentrum liegt in Odda, vor der Gemeindefusion lag es in Kinsarvik.
Ein großer Teil von Ullensvang befindet sich im Nationalpark Hardangervidda, Europas größtem Gebirgsplateau, dessen höchster Punkt mit 1690 moh. der Hårteigen ist.

## Geschichte
Die Kommune hieß bis 1870 Kinsarvik. 1913 wurde Ullensvang in die drei Kommunen Odda, Ullensvang und Kinsarvik geteilt. 1964 wurde Ullensvang mit Åsgrenda aus der Kvam Heradskommune, Eidfjord Kommune und Kinsarvik Heradskommune zusammengelegt (mit Ausnahme der Gegend Kvanndal an der Nordwestseite des Hardangerfjordes). Eidfjord wurde 1977 als eigene Kommune ausgewiesen.
Durch die Gemeindefusion wuchs die Fläche der Kommune von 1.399 km² auf 3.496 km², die Einwohnerzahl von 3.320 auf 11.152 (Stand: 1. Januar 2019).

## Wappen
Beschreibung: In Blau trennt ein silberner Balken drei silberne Lilien.
Das Wappen der Gemeinde vor 2019 verwendete lediglich andere Farben: Rot statt Blau und Gold statt Silber.

## Wirtschaft und Kultur
Ullensvang ist Norwegens Früchtekammer, insbesondere wegen des Anbaus von Äpfeln und Süßkirschen. In der Gemeinde stehen mehr als 500.000 Obstbäume, das sind etwa 20 Prozent aller norwegischen Obstbäume. Jährlich im Sommer wird das Kirschenfestival in Lofthus veranstaltet, wo auch die norwegische Meisterschaft im Kirschkern-Weitspucken abgehalten wird (Rekord: 14,24 Meter, S. Kleivkaas).
Jährlich im Mai findet das Hardanger-Musik-Festival statt, zu dem Künstler aus aller Welt in die Hardanger-Region einreisen. Das Festival wird zu Ehren des Komponisten Edvard Grieg veranstaltet, der viele Sommer in Lofthus verbrachte.
Sehenswürdigkeiten der Region sind die mittelalterlichen Kirchen von Lofthus (erbaut 1300) und Kinsarvik (erbaut 1160), verschiedene Wasserfälle, die Blütensaison im Mai, das Freilichtmuseum Agatunet sowie die Museen in Utne und Skredhaugen.

## Persönlichkeiten
- Zinken Hopp (1905–1987), Schriftstellerin und Übersetzerin
- Bergfrid Fjose (1915–2004), Politikerin